# Rudolf Hendel
Rudolf Hendel (ur. 21 września 1947 w Rodewisch, zm. 17 lipca 2023 we Frankfurcie nad Odrą) – wschodnioniemiecki judoka. Olimpijczyk z Monachium 1972, gdzie zajął dziewiętnaste miejsce w wadze średniej.
Uczestnik mistrzostw świata w 1971. Mistrz Europy w 1970 i 1971 roku.

## Letnie Igrzyska Olimpijskie 1972
| Konkurencja | Rundy eliminacyjne | Klas. końcowa |
| Konkurencja | 1/32               | Miejsce       |
| ----------- | ------------------ | ------------- |
| 80 kg       | Petr Jákl (TCH) P  | 19.           |